# Big Whiskey and the GrooGrux King
Big Whiskey and the GrooGrux King es el séptimo álbum de estudio de Dave Matthews Band (DMB). Fue lanzado por RCA Records el 2 de junio de 2009.
Es el primer álbum de estudio del grupo desde Stand Up y el primer álbum desde la muerte del saxofonista LeRoi Moore. El guitarrista Tim Reynolds grabó con el grupo, haciendo de esta la primera ocasión en que lo hacía desde 1998 en Before These Crowded Streets. Rashawn Ross hizo su primera aparición en un álbum de estudio de DMB luego de haberse unido al grupo en 2006, al igual que Jeff Coffin, quien había tomado el rol de Moore en junio de 2008. El álbum fue el primero en ser producido por Rob Cavallo,  y el primer sencillo fue hecho disponible en el sitio web del grupo.
El álbum es el segundo lanzamiento importante de Dave Matthews Band que cuenta con una versión en vinil. Before These Crowded Streets es el único otro álbum que fue lanzado en ese medio, aunque solo en cantidades limitadas.
El álbum debutó como número uno en la lista del Billboard 200, vendiendo 424 000 copias en su primera semana de lanzamiento. Esto marcó el quinto álbum de estudio consecutivo del grupo que abría con ventas semanales de más de 400 000 copias.
Exactamente seis meses después de su lanzamiento, Big Whiskey & the GrooGrux King fue nominado para dos Premios Grammy: Mejor Álbum de Rock y Álbum del Año, pero perdió contra 21st Century Breakdown de Green Day y Fearless de Taylor Swift, respectivamente.

## Grabación
El grupo comenzó a trabajar en el álbum en noviembre de 2007 en Haunted Hoollow en Charlottesville, Virginia. La producción fue trasladada a Seattle, Washington en febrero de 2008 en el Sudio Litho, y continuó desde octubre hasta diciembre de 2008 en Studio X. En enero de 2009, las sesiones que completarían el álbum comenzaron en el Estudio Piety Street en Nueva Orleans, Luisiana.
Originalmente se esperaba que el álbum sea lanzado el 14 de abril de 2009, pero esta fecha fue trasladada al 2 de junio. El título del álbum fue anunciado el 26 de febrero de 2009.
La portada del álbum fue revelada en su totalidad el 13 de abril. En los cuatro días anteriores, secciones de la portada fueron reveladas lentamente; la portada fue dividida en nueve piezas, las cuales fueron reveladas una por una durante los primeros días, y luego varias piezas por días los últimos dos días antes del anuncio final. El arte fue finalmente revelado mezclando las piezas en un rompecabezas digital, en donde los visitantes del sitio debían reordenarlas correctamente. Una vez lo hacían, la pieza central era revelada y la foto era revelada en su totalidad.

## Lista de canciones
| N.º | Título                      | Escritor(es)                                          | Duración |  |
| 1.  | «Grux»                      | Beauford, Lessard, Matthews, Moore, Tinsley           | 1:11     |  |
| 2.  | «Shake Me Like a Monkey»    | Beauford, Lessard, Matthews, Moore, Tinsley, Ross     | 4:00     |  |
| 3.  | «Funny the Way It Is»       | Beauford, Lessard, Matthews, Moore, Tinsley, Reynolds | 4:28     |  |
| 4.  | «Lying in the Hands of God» | Beauford, Lessard, Matthews, Moore, Tinsley, Reynolds | 5:13     |  |
| 5.  | «Why I Am»                  | Beauford, Lessard, Matthews, Moore, Tinsley, Reynolds | 3:53     |  |
| 6.  | «Dive In»                   | Beauford, Matthews                                    | 4:26     |  |
| 7.  | «Spaceman»                  | Beauford, Lessard, Matthews                           | 4:08     |  |
| 8.  | «Squirm»                    | Beauford, Matthews                                    | 5:32     |  |
| 9.  | «Alligator Pie»             | Beauford, Lessard, Matthews                           | 3:59     |  |
| 10. | «Seven»                     | Beauford, Lessard, Matthews, Moore, Reynolds          | 4:17     |  |
| 11. | «Time Bomb»                 | Matthews                                              | 3:59     |  |
| 12. | «Baby Blue»                 | Beauford, Lessard, Matthews, Moore, Tinsley, Reynolds | 3:41     |  |
| 13. | «You and Me»                | Matthews                                              | 5:40     |  |

La lista de canciones fue hecha pública el 14 de abril en el sitio web de Dave Matthews Band, y el primer sencillo del álbum, "Funny the Way It Is", se hizo disponible para descarga en forma gratuita durante la semana del 14 de abril de 2009.

## Little Red Birdy canciones extra

### Little Red Bird
En la versión super deluxe en caja del álbum, el grupo incluyó Little Red Bird, un EP de cuatro canciones que fueron grabadas durante las sesiones, pero finalmente no fueron incluidas en el álbum.
| N.º | Título            | Escritor(es)                                | Duración |  |
| 1.  | «#27»             | Matthews                                    | 5:03     |  |
| 2.  | «Beach Ball»      | Matthews                                    | 4:11     |  |
| 3.  | «Little Red Bird» | Matthews                                    | 2:53     |  |
| 4.  | «Write a Song»    | Beauford, Lessard, Matthews, Moore, Tinsley | 3:50     |  |

### Canciones extra en el CD Europeo
La versión europea de Big Whiskey incluyó dos canciones extras después de "You and Me": "Write a Song," del EP Little Red Bird, y "Corn Bread", una canción que el grupo había tocado en vivo durante dos giras. La versión de estudio de Corn Bread incluye al banjista Danny Barnes.

| N.º | Título         | Escritor(es)                                | Duración |  |
| 1.  | «Write a Song» | Beauford, Lessard, Matthews, Moore, Tinsley | 3:50     |  |
| 2.  | «Corn Bread»   | Matthews, Mark Batson                       | 4:54     |  |

"Corn Bread" y "#27" son las únicas dos canciones lanzadas de las sesiones que la banda estaba tocando en vivo antes de que las sesiones comiencen.

### Canciones extra de iTunes
iTunes lanzó dos versiones de Big Whiskey: una versión estándar que incluía las 13 pistas originales del álbum ademáse de una versión en vivo de Corn Bread, y un pase de iTunes más caro. El pase incluía videos, pistas en vivo exclusivas, y unas cuantas canciones del álbum que fueron lanzadas antes de la fecha oficial de lanzamiento. El pase estuvo activo entre el 21 de abril de 2009 hasta el 22 de septiembre de 2009, y las pistas se fueron descargando automáticamente a medida que se hacían disponibles. El 9 de septiembre, con el lanzamiento de iTunes 9, se lanzó el LP de Big Whiskey, el cual es posible escuchar la música mientras se leen las letras, al igual que arte nueva por parte de Dave Matthews.
| N.º | Título                                                                          | Release date    | Duración |  |
| 1.  | «Funny the Way It Is» (lead single)                                             | April 21        | 4:29     |  |
| 2.  | «Dave Talking About the Art» (video; included album cover art in .pdf file)     | April 28        | 0:55     |  |
| 3.  | «Big Whiskey & the GrooGrux King» (Trailer)                                     | April 28        | 1:53     |  |
| 4.  | «Scenes from Big Whiskey, Pt. 1» (video)                                        | May 5           | 4:10     |  |
| 5.  | «Scenes from Big Whiskey, Pt. 2» (video)                                        | May 12          | 7:36     |  |
| 6.  | «Shake Me Like a Monkey»                                                        | May 19          | 4:00     |  |
| 7.  | «Lying in the Hands of God»                                                     | May 26          | 5:13     |  |
| 8.  | «Cornbread (Live)» (released with the album)                                    | June 2          | 5:32     |  |
| 9.  | «Funny the Way It Is» (music video)                                             | June 16         | 4:27     |  |
| 10. | «Scenes from Big Whiskey, Pt. 3» (video)                                        | June 23         | 5:08     |  |
| 11. | «Scenes from Big Whiskey, Pt. 4» (video)                                        | June 30         | 12:11    |  |
| 12. | «Write a Song» (bonus song)                                                     | June 30         | 3:50     |  |
| 13. | «Shake Me Like a Monkey (Live At the Saratoga Performing Arts Center, 6/13/09)» | July 28         | 4:04     |  |
| 14. | «Alligator Pie (Live at Beacon Theatre, 6/1/09)»                                | August 4        | 4:22     |  |
| 15. | «Beach Ball (Live at Cynthia Woods Mitchell Pavilion, 5/1/09)»                  | August 11       | 6:36     |  |
| 16. | «Why I Am» (music video)                                                        | August 25       | 4:04     |  |
| 17. | «You & Me (Versión acústica)»                                                   | 1 de septiembre | 4:19     |  |
| 18. | «Lying in the Hands of God (Live at SPAC, Saratoga Springs, 6/12/09)»           | 1 de septiembre | 6:27     |  |
| 19. | «Time Bomb (Live at Comcast Theatre, Hartford, 6/6/09)»                         | 1 de septiembre | 5:29     |  |
| 20. | «You & Me (Live At SPAC, Saratoga Springs, 6/12/09)»                            | 1 de septiembre | 4:34     |  |
| 21. | «iTunes LP: Big Whiskey and the GrooGrux King» (LP interactivo de iTunes)       | September 9     | n/a      |  |

## Nombre
En una entrevista con MTV en abril de 2009, Dave Matthews y Carter Beauford describieron los orígenes del nombre del álbum.
Beauford describió la palabra "GrooGrux" no solo como el apodo de LeRoi Moore, sino también como el apodo para sí mismo, Tim Reynolds y el excolaborador del grupo, Tim Wicks. Beauford dijo que la palabra inventada era utilizada para describir la "vibra" y "energía" de los "ritmos salvajes" que creaban cuando comenzaban a tocar música juntos. Beauford también mencionó que Matthews, el bajista Stefan Lessard y el violinista Boyd Tinsley ahora eran graduados de "La Academia GrooGrux".
Matthews dijo que el origen de Big Whiskey viene de un encuentro por casualidad con un borracho local de Nueva Orleans durante una sesión fotográfica para el nuevo álbum. Cuando el grupo estaba en media sesión fotográfica afuera del Preservation Hall en el Barrio Francés de Nueva Orleans, encontraron a un hombre del lugar tocando la armónica que estaba pidiendo dinero a los turistas para que pueda comprar "un whiskey grande" (en inglés, "a big whiskey"). Lessard le dio a Matthews un billete de 20 dólares para que le entregue al hombre, quien se fue celebrando. El trompetista Rashawn Ross luego sugirió la frase para el título del álbum, idea que sentó bien con Matthews porque la gente no tendría que referirse al álbum por su nombre más complicado de pronunciar, "GrooGrux".

## Recepción
Rolling Stone llamó a Big Whiskey and GrooGrux King el "mejor álbum del grupo hasta el momento" en su portada de junio de 2009, y el editor David Fricke le dio al álbum una calificación de cuatro de cinco estrellas.

## Listas
| Lista             | Posición máxima | Certificación | Ventas     |
| ----------------- | --------------- | ------------- | ---------- |
| U.S Billboard 200 | 1               | Platino       | 1 000 000+ |
| UK Albums Chart   | 59              | -             |            |

## Créditos
Dave Matthews Band
- Carter Beauford – batería, coros
- Stefan Lessard – bajo
- Dave Matthews – guitarra eléctrica, guitarra acústica, voces
- LeRoi Moore –  saxofón[n 2]
- Boyd Tinsley – violín eléctrico, violín

Additional personnel
- Tim Reynolds – guitarra eléctrica
- Jeff Coffin – saxofón
- Rashawn Ross – trompeta
- Danny Barnes - banjo[30]
- David Campbell - arreglos de cuerdas, conductor

Producción
- Productor — Rob Cavallo
- Ingeniero — Doug McKean
- Video — Joe Lawlor
- Guitarras — Craig Baker
- Batería — Henry Luniewski, Jerry Johnson
- Violín y bajo - Erik Porter
- Ilustración y dirección de arte — Dave Matthews